# Serafín de Freitas
Serafín de Freitas, portugués, fue un religioso mercedario de la redención de cautivos, muy versado en las ciencias sagradas, amante de la austeridad y pobreza religiosa y modelo de virtudes. 
Fue maestro en  teología y cánones en la universidad de Valladolid. Floreció a principios del siglo XVII, sin que se sepa a punto fijo el año de su muerte. Es autor de las siguientes obras: 
- De justo imperio lusitanorum asiático, adversus Hugonis Grotii Batavi Mare liberum
- Additiones ad D. Roderici Bracharensis archiepiscopi Tractatum de confessariis sollicitantibus
- Scholia in Bullarium sui ordinis
- De indulgentiis et jubilaeis: Resolución de lo que se ha de hacer para ganar el jubileo, que el Papa Gregorio XV concedió el año 1621
- De valore Bullae cruciatae qoad regulares
- Repetitionem in cap sacris: De is quae, vi metusve causa sunt
- Locorum oppositorum juris canonici cum jure civili
- Allegationem, obra muy elogiada por Cardoso.